# Bufotes siculus
Bufotes siculus – takson płaza bezogonowego z rodziny ropuchowatych występujący endemicznie na włoskiej wyspie Sycylii. Opisany początkowo jako osobny gatunek, obecnie traktowany raczej jako podgatunek Bufotes boulengeri. Dorasta do 7–10 cm długości i rozmnaża się dwa razy w roku.

## Pozycja taksonomiczna
Takson ten został opisany przez Stöcka i in. w 2008 roku, kiedy to analiza filogenetyczna wykazała, iż pomimo bliskiego pokrewieństwa z Bufo boulengeri populacja z Sycylii powinna być traktowana jako osobny gatunek – autorzy nadali mu nazwę Bufo siculus (obecnie oba te taksony zaliczane są do rodzaju Bufotes). Jednakowoż w 2010 roku Speybroeck i in. uznali, że pomimo istotnych różnic w mitochondrialnym DNA, różnice w nDNA nie są wystarczająco duże, żeby nadać B. siculus rangę osobnego gatunku. Autorzy opisali ten takson jako B. boulengeri siculus. Obecnie B. siculus traktowany jest raczej jako podgatunek B. boulengeri. W wydanym w 2019 roku atlasie Amphibians of Europe, North Africa & The Middle East - a photographic guide, francuski herpetolog Christophe Dufresnes opisuje natomiast B. siculus jako osobny gatunek.

## Informacje ogólne
Płaz ten dorasta do 7–10 cm długości. Z wyglądu podobny do B. balearicus, od którego różni się brakiem kropek na gruczołach przyusznych oraz brakiem czerwonawo-pomarańczowego ubarwienia. Ubarwienie zmienne. Diploid, liczba chromosomów 2n = 22.

## Zasięg występowania, siedlisko i rozmnażanie
Płaz ten występuje na prawie całej Sycylii, oprócz małego skrawka na jej północno-wschodniej części. Spotykany jest do 1200 m n.p.m. i zasiedla obszary nabrzeżne, takie jak wydmy, obszary uprawne oraz łąki. Płaz ten być może rozmnaża się dwa razy w roku – od stycznia do czerwca oraz od września do listopada.